# Liste des maires de Liévin
Cet article dresse une liste par ordre de mandat des maires de Liévin.

## Politique et administration

### Administration municipale
En 1990, la municipalité a créé un conseil municipal des jeunes à l'instar de 2 000 communes de France. Les jeunes résidant à ce conseil sont élus lorsqu'ils sont au collège et leurs mandats dure trois ans.
Ce conseil a pour principales missions :
- d'être force de proposition en élaborant des projets avec le concours des services municipaux, notamment du service jeunesse, puis les présenter aux élus de la commission Jeunesse – Loisirs ;
- d'être force de consultation en donnant son avis sur les projets qui peuvent lui être adressés par la municipalité ;
- d'être force de communication en facilitant les contacts entre les jeunes et les élus.

### Liste des maires
| No | Portrait                   | Nom                                                                                           | Début du mandat | Fin du mandat     | Appartenance politique         | Notes |
| --- | -------------------------- | --------------------------------------------------------------------------------------------- | --------------- | ----------------- | ------------------------------ | --- |
| 1 |                            | Procope-Alexandre-Joseph de Ligne (Né le 23 février 1761, mort le 14 février 1825)            | 3 novembre 1792 | 1810              | Monarchiste                    | Il est né le 23 février 1760 à Liévin, il y décèdera le 14 février 1825 (64 ans). Outre sa fonction de maire, il fut fermier. |
| 2 |                            | Pierre Caron (Né en 1774, mort en 1856)                                                       | 1810            | 1819              |                                | |
| 3 |                            | Jacques Delaby (Né en 1766, mort en 1831)                                                     | 1820            | 1822              |                                | |
| 4 |                            | Pierre Augustin Caron (Né en 1786, mort en 1876)                                              | 1822            | 1825              |                                | |
| 5 |                            | Henri-Antoine de Ligne (Né en 1795, mort en 1870)                                             | 1825            | 1855              | Monarchiste                    | Maire de Liévin pendant 31 ans et fils de Procope-Alexandre-Joseph de Ligne, premier maire de la ville. |
| 6 |                            | Nicolas Antoine Delaby (Né en 1801, mort en 1887)                                             | 29 juillet 1855 | 30 avril 1871     | Bonapartiste [réf. nécessaire] | Est élu au Conseil Général du Pas-de-Calais durant son mandat de maire. Il s'agit du seul maire ayant exercé durant le Second Empire. Après son mandat de maire, il devient adjoint au maire. Sous son mandat, la concession pour la compagnie des mines de Liévin naquit après des recherches qui débutent en 1858. La Société est fondée le 1er décembre 1862. Après de nombreux sondages, un puits n°1 est commencé à Liévin en 1858, et commence à produire en 1860. |
| 7 |                            | Alexandre Procope Jonglez de Ligne (né le 24 février 1830 à Lille, mort le 10 novembre 1911)  | 30 avril 1871   | 13 janvier 1878   | Légitimiste                    | Il est comte romain et Jonglez de Ligne. Après la chute du Second Empire des élections municipales sont organisées comme le souhaitait la loi du 14 avril 1871. Alexandre Procope Jonglez de Ligne devient par conséquent le premier maire de Liévin de la Troisième République. En 1874, alors qu'il est candidat à l'Assemblée, il fait émettre une profession de foi monarchiste. Il est suspendu le 17 octobre 1876 pour une durée de deux mois par le préfet du Pas-de-Calais et est remplacé par Pierre-Philippe Caron, premier conseiller municipal, à cause d'une élection de la municipalité organisée dans des conditions avantageuses pour le maire en exercice, le préfet estimant que le maire avait méconnu gravement les obligations qui lui étaient imposés par loi.Il est par ailleurs le petit-fils de Procope-Alexandre-Joseph de Ligne. |
| 8 | Schmidt louis maire lievin | Louis Schmidt (Né en 1823)                                                                    | 13 janvier 1878 | 21 juin 1891      | Républicains modérés           | Il est attesté qu'en 1872, il aurait été présent dans le conseil municipal de Liévin. Son mandat de maire est marqué par la catastrophe du puits no 1 de la Compagnie des mines de Liévin qui s'est déroulée le 14 janvier 1885 vers 22h. En juin 1889 il reçoit du président Sadi Carnot des Palmes Académiques. , |
| 9 |                            | Félix Pamart (Né en 1858, mort en 1912)                                                       | 21 juin 1891    | 8 mai 1892        |                                | Le 19 novembre 1891 lorsque les mineurs sont en grève, 3 000 personnes descendant dans les rues, selon le Petit Parisien les grévistes auraient chanté la Marseillaise mais également crié « Vive la grève ! À bas Pamard ! » |
| 10 |                            | Edouard Defernez (Né en 1836, mort en 1908)                                                   | 1893            | 8 mai 1904        |                                | Dans la nuit du 24 au 25 août 1892 le maire fait face à un événement sans précédent : Ce sont près de 70 habitations qui ont vu leurs vitres être brisées aux abords dans le fosse 3. La période est également propice à l'arrivée de mineurs étrangers et des différends avec la compagnie des mines de Liévin auraient eu raison de cette agitation ouvrière franco-belge. Les Belges seront notamment très nombreux à demander la naturalisation. Dans un article publié le 2 décembre 1899 dans le Petit Parisien, le maire de Liévin a légalisé une signature d'un instituteur bourgeois faisant l'éloge d'un remède miracle pour ses maux, la tisane américaine. En 1900, le maire fût invité au Banquet des maires de 1900 par le président de la République Émile Loubet, à l'occasion de l'exposition universelle de 1900. |
| 11 | Arthur Lamendin en 1916    | Arthur Lamendin (né le 2 mars 1852 à Lourches, mort le 3 novembre 1920 à Neuville-sur-Escaut) | 8 mai 1904      | 12 mai 1912       | SFIO                           | Élu une première fois maire en 1892, il finit par décliner son poste pour se consacrer à son mandat de député.Il devient maire de Liévin en 1904, mais est battu en 1912. En 1906, lors de l'enterrement des victimes de la catastrophe de Courrières, il prononce un discours virulent contre la cupidité des compagnies minières et leur mépris de la vie humaine. Resté dans le Pas-de-Calais lors de l'invasion allemande en 1914, Arthur Lamendin consacre toutes ses forces au ravitaillement de Liévin, qui souffre de pénurie. Avec Marie Lietard, Silas Goulet et Louise Ariono de Romblay ils seront les derniers à quitter la ville. En 1916, il est évacué vers Paris car sa santé se détériore. Après la guerre, il abandonne le combat électoral, et devient président de la section SFIO de Neuville-sur-Escaut. Il décède à 68 ans. |
| 12 |                            | Pierre Leroy (Né en 1872, mort en 1935)                                                       | 12 mai 1912     | 1913              | Radical-socialiste             | Il démissionne au bout d'une année. Il exerce également le métier de brasseur. Il revient en politique en 1924 en se présentant aux élections législatives avec la liste de concentration républicaine et sociale. |
| 13 |                            | François Plouvier (Né en 1873, mort en 1941)                                                  | 1914            | 23 septembre 1914 | SFIO                           | Conseiller municipal socialiste de Liévin, le 17 mai 1904, il fut élu second adjoint au maire d’Arthur Lamendin. Il démissionna de son mandat de conseiller municipal au cours du mois de décembre 1908. En mars 1909 il est réélu délégué mineur à la Fosse 1 et 1 bis. Plus court mandat de l'histoire de la ville en raison de la Première Guerre mondiale. Celui que l'on surnomme l'anarchiste Plouvier qui abandonnera son poste en 1914 devant l’arrivée des troupes allemandes dans la ville de Liévin et aurait choisi l'enrôlement. Ayant manqué à son devoir, il est révoqué sur décision du ministère de l'intérieur. Le premier adjoint, François Selame, et les conseillers municipaux supplient alors le député Arthur Lamendin, dont la liste avait échoué aux élections de 1912, de rester auprès d’eux pour s’occuper de la gestion communale et défendre la population auprès de l’occupant. Il fut également l'un des adjoints d'Arthur Lamendin. |
| Évacuation de 1914 à 1919 causée par la Première Guerre mondiale. La grande figure de la ville fut Arthur Lamendin. |                            |                                                                                               |                 |                   |                                | |
| 14 |                            | Léon Degreaux (né le 26 juin 1872 à Auby, mort le 31 mai 1925 à Liévin)                       | 7 décembre 1919 | 31 mai 1925       | SFIO                           | En 1907, un certain Degreaux est délégué mineur et examine les conditions de l'accident de la fosse 3 qui a tué trois mineurs (cependant on ignore le prénom de l'individu de ce fait s'il s'agit de celui qui deviendra maire en 1919). Avec ses camarades du bureau syndical il adresse en mai 1920 aux travailleurs un manifeste énergique dans lequel ils adjurent de continuer la grève afin de défendre les libertés syndicales.. Il lança la reconstruction de la ville qui n’était plus qu’un champ de ruines après la guerre. Il fit poser la première pierre de l’hôtel de ville (ainsi que le beffroi) en 1922 et fut également l’un des réorganisateurs de la caisse de secours minière ruinée., |
| 15 |                            | Jules Bédart (né le 20 avril 1876, inhumé le 16 juin 1929 à Liévin)                           | 31 mai 1925     | 15 juin 1929      | SFIO                           | À la mort de Léon Degreaux, il devient le nouveau maire, son mandat est notamment marqué par un essor de la ville. La même année de son élection, il devient conseiller général du canton Lens-Ouest. À sa mort, son corps est exposé en la mairie de Liévin où une partie de la population est venu lui rendre un hommage. |
| 16 |                            | Silas Goulet (Né en 1868, mort en 1938)                                                       | 1929            | 12 mai 1935       | SFIO                           | Il fait partie des quelques grands personnages qui ont œuvré à l'approvisionnement de Liévin durant la première guerre mondiale. Peu de temps après la mort du maire Bédart, il le remplace à la tête de la mairie. Élu le 25 août 1929 au Conseil Général, canton Lens-Ouest avec 76,18% des voix contre Guillamot candidat communiste. En plus de son rôle de maire, Goulet est donc conseiller général en remplacement de Bédart décédé quelque temps plus tôt. Il démissionne du SFIO en 1934. Enfin, la rue qui sera donnée à son nom était à l'origine orthographiée "Sylas", c'est lors d'une délibération du conseil municipal, le 1er février 1963 que l'orthographe aurait changée. La première mesure qu'il a prise, a été de supprimer une maison de tolérance, lieu destiné à la prostitution. |
| 17 |                            | Henri Thiébaut (né le 18 février 1896 à Le Cateau, mort le 13 octobre 1967 à Douai)           | 12 mai 1935     | 3 octobre 1939    | PCF                            | Ouvrier mineur. Un arrêté du ministère de l'intérieur mettra fin à la municipalité communiste. En 1945, il se présente à nouveau aux élections municipales de Liévin mais est battu par la liste de Florimond Lemaire. Il est administrateur des Houillères nationales du Nord et du Pas-de-Calais après la nationalisation des Compagnies minières. |
| 18 |                            | Louis Thobois (Né en 1873, mort en 1956)                                                      | 3 octobre 1939  | 1944              | Socialiste                     | Selon la revue des établissements & des œuvres de bienfaisance de janvier 1936, il aurait été ordonnateur du bureau de bienfaisance. Son mandat est également marqué par la seconde guerre mondiale |
| 19 |                            | Henri Bertin (né le 11 novembre 1897 à Lens, mort le 6 juillet 1984 à Lens)                   | 1944            | 20 mai 1945       | PCF                            | Récompensé de la Croix de Guerre pour son action durant la première guerre mondiale, sa haine contre la guerre, le conduit en 1920 dans les rangs du PCF. Il devient à partir de 1935, conseiller municipal communiste. Il participe aux combats de la Libération de Liévin. Il est président du Comité Local de Libération, capitaine FTP, est élu maire jusqu'en septembre 1945. |
| 20 |                            | Florimond Lemaire (né en 1893, mort le 3 mai 1947 à Liévin)                                   | 20 mai 1945     | 3 mai 1947        | SFIO                           | Les élections municipales se déroulent les 29 avril et 13 mai 1945. Ce sont les premières élections depuis la libération de la France et les premières où les femmes peuvent voter. Il avait été précédemment conseiller municipal de 1925 à 1935, puis adjoint au maire à la Libération en 1944. Il était l’adjoint d’Henri Bertin au Comité de libération de Liévin (au titre de la CGT), chargé de gérer les affaires communales. Il devint maire en 1945, peu après la libération, à la suite d’Henri Bertin. Son mandat fut interrompu par son décès en 1947. |
| 21 | Maire de Liévin            | Eugène Gossart (né le 10 août 1901 à Liévin, mort en 1955)                                    | 3 mai 1947      | 8 février 1952    | SFIO                           | Avant d'être maire, il occupe de 1945 à 1947 le rôle de conseiller municipal. Ancien combattant 1939-1940. |
| 22 | photo Henri Darras         | Henri Darras (né le 13 mars 1919 à Ronchamp, mort le 2 juillet 1981 à Liévin)                 | 8 février 1952  | 2 juillet 1981    | PS                             | Il était instituteur. Lors des élections sénatoriales de 1935 il s'affiche dans la liste communiste dirigée par Henri Thiébaut qui était alors maire de Liévin. Il est élu maire de Liévin en 1952 avec l'étiquette SFIO alors qu'il était conseiller municipal depuis 1947. Durant son mandat les actuels Collège Descartes-Montaignes et Lycée Henri Darras sont construits. Il est aussi l'un des acteurs de la rénovation des milliers de logements miniers. La construction du centre commercial voit également le jour (devenu Carrefour aujourd'hui) ainsi que le premier complexe cinématographique du département, le TOP 3. Durant son mandat la commune se désenclave grâce à la construction de la D58, de l'A21 et l'A26. C'est également dans les années 1970 qu'on va la construction de la Zone d'Aménagement Concerté des Marichelles. Enfin, la Zone Industrielle de l'Alouette voit le jour durant son mandat, il parie alors sur l'industrie et les emplois tertiaires pour donner un second souffle à la ville alors que le dernier puits de mine est fermé avec la catastrophe de St-Amé. En effet son mandat est marqué par la catastrophe de fosse 3 où 42 mineurs perdent la vie. Le 11 octobre 1978, les maires de Liévin, Lens et Béthune encouragent une opération "Ville morte" afin de faire entendre les problèmes liés à l'emploi qui existent dans le bassin minier. Il décédera finalement le 2 juillet 1981 durant l'exercice de ses fonctions., |
| 23 | photo Jean-Pierre Kucheida | Jean-Pierre Kucheida (né le 24 février 1943 à Liévin)                                         | 30 juillet 1981 | 20 janvier 2013   | PS                             | Il fut conseiller municipal de Liévin de 1971 à 1981. Il apparaît dans Les Jeux de 20 heures en 1981 alors qu'il vient d'être élu maire de Liévin Son mandat est marqué par le besoin de renouveler la ville après la fin de l'ère minière. À la suite de problèmes judiciaires il émet le souhait le démissionner le 13 janvier 2013[réf. nécessaire], démission qui sera officialisée une semaine plus tard[réf. nécessaire]. |
| 24 | photo Laurent Duporge      | Laurent Duporge (né le 22 avril 1968)                                                         | 20 janvier 2013 |                   | PS                             | Le conseil municipal ne souhaitant pas organiser d'élection anticipée à la suite de la démission du maire Kucheida, Laurent Duporge le remplacera jusqu'en 2014. Il gagne cependant les élections municipales suivantes et est élu pour le mandat 2014-2020, Son premier mandat est marqué par l'arrivée du Centre de réserves du Louvre sur le territoire de Liévin , par la création d'une police Municipale (à la suite d'un référendum local) , de la réfection de l'hôtel de ville, du beffroi qui l'accompagne et par le grand débat national qui fait suite au mouvement des Gilets jaunes qui a touché la commune pendant plusieurs semaines avec un pic à 1 200 manifestants . Durant son mandat, la communication avec les citoyens est également changeante. En effet, en plus des réunions de quartiers ce sont des cafés débats qui sont organisées mais également des « Facebook Live » qui permettent aux habitants d'échanger avec leur maire et de lui poser des questions tous les six mois environ,. Le maire de Liévin poursuit la lignée politique de Henri Darras en développant l'industrie sur sa commune avec notamment l'extension de la Zone Industrielle de l'Alouette. Il projette également de construire 800 nouveaux logements dans le quartier de Calonne. Il est réélu en mars 2020 maire avec 73.51% des suffrages Durant le confinement lié à la crise sanitaire du Coronavirus, il décrète le couvre-feu de 22 h à 5 h sur l'ensemble de la ville et de sa population. Le 14 août en lien avec une décision préfectorale, le centre-ville de Liévin est soumis au port du masque. Durant ce second mandat, il remet en place la Fête_de_la_Sainte-Barbe, décide de mettre en valeur le patrimoine minier avec la rénovation des deux chevalets de la commune. |